# Parc Carol

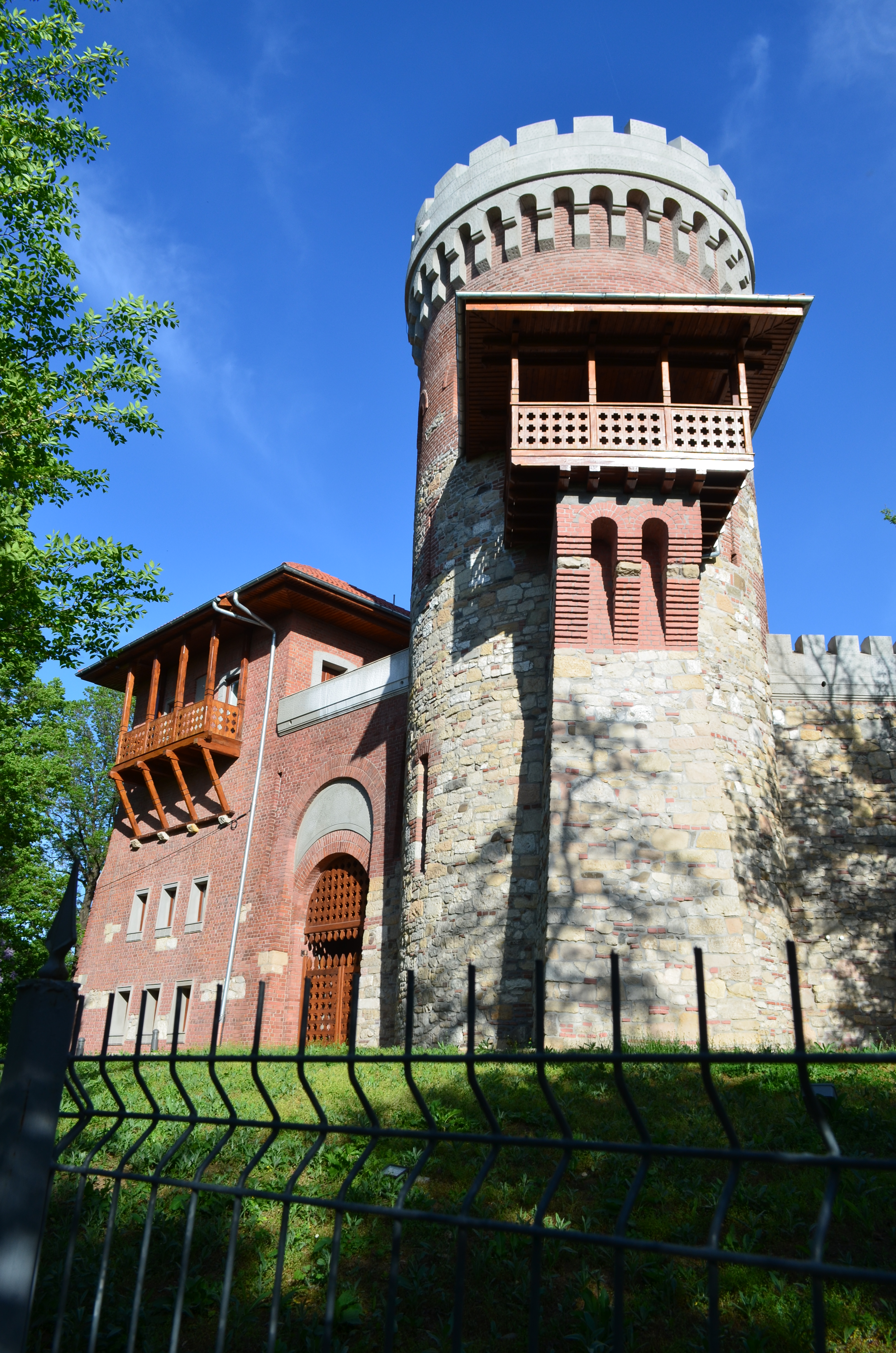
La tour de Vlad Țepeș

Le parc Carol (en roumain, Parcul Carol I) est un parc urbain de la ville de Bucarest, en Roumanie.

## Situation
Le parc est situé dans le secteur 4 de Bucarest, au sud du centre-ville et de la place de la Liberté.

## Histoire

### Aménagement
Le parc est aménagé sur 41 hectares dans les années 1900-1906, sur les plans du paysagiste français Édouard Redont, autour d'un lac naturel entouré de bosquets et de la fontaine du descendant des hospodars de Valachie, Georges Cantacuzène, bâtie en 1870, où venait s'abreuver le bétail des fermes environnantes. Il est créé pour accueillir l'Exposition générale de la Roumanie de 1906. Le parc reçoit alors le nom du roi Carol Ier, qui fête, cette année-là, ses quarante ans de règne. L'exposition, tout autant culturelle, scientifique et technologique que politique, est placée sous l'égide d'un commissaire général, l'ingénieur universitaire et académicien Constantin I. Istrati (1850-1918) dont le but est de faire du parc Carol, après l'exposition, un lieu éducatif permanent des sciences et des techniques. Plus de 10 000 arbres, répartis pour moitié entre feuillus et conifères, et 50 000 arbustes sont plantés.

### Le parc à thèmes avant 1914
Le parc Carol comporte, comme les parcs de « Cișmigiu » et de « Kisseleff », un petit jardin zoologique, mais aussi un observatoire astronomique, un musée des Techniques et des pavillons d'expositions temporaires. Les arts et leur enseignement ne sont pas oubliés avec la présence d'une « Maison des Arts », bâtie sur la butte surplombant de lac, entourée de sculptures de Filip Marin, Dimitrie Paciurea et Karl Storck. De la butte au lac est aménagée une cascade entourée de mousses et lichens. En outre, des « Arènes à la romaine » de 5 000 places s'offrent aux pièces de théâtre ou autres spectacles en plein air. Enfin, pour la communauté musulmane de Bucarest, le parc accueille une mosquée de style ottoman, baptisée Hünkiyar Cami. Pour alimenter tous ces éléments, on construit un château d'eau de style médiéval, appelé « tour de Vlad Țepeș ».

### Entre les deux Guerres mondiales
Pendant la Première Guerre mondiale, la Roumanie est occupée en 1916 par les armées austro-allemandes qui transforment le parc en campement, coupent de nombreux arbres, abattent les herbivores du zoo pour les manger, et laissent, à la libération de 1918, un monceau de déchets. La remise en état dure deux ans. En 1923, un « Mémorial du Soldat inconnu » est élevé devant le Palais des Arts grâce à une souscription publique lancée par les associations d'anciens combattants, les ossements étant amenés du champ de bataille de Mărășești.
La concurrence de l'Académie des Beaux-Arts, un incendie survenu en 1938 et la pression des militaires ont raison du Palais des Arts, qui devient un musée de l'Armée sur le modèle de celui de Paris. Le séisme de 1940 endommage gravement le bâtiment abritant le musée, qui doit fermer. La Seconde Guerre mondiale n'est de toute manière pas le bon moment pour une remise en état, d'autant que la Wehrmacht établit ses quartiers dans le parc. Les combats de la libération de 1944 y laissent de nombreux dégâts notamment sur et dans les deux musées.

### Pendant la dictature communiste
En 1948, après l'instauration du régime communiste, le parc est rebaptisé « de la Liberté » (en roumain Libertății), mais, au lieu d'être remis en état, il est d'abord laissé à l'abandon durant deux ans (le régime ayant d'autres priorités), ce qui est à l'origine de nombreux quolibets populaires sur l'état des libertés dans le pays.
Puis, le régime entreprend de changer la thématique du parc pour en faire un espace consacré à sa propre gloire. L'ancien palais des Arts devenu musée militaire, les serres et la plupart des pavillons sont démolis. En 1958, la tombe du Soldat inconnu est supprimée et les restes de ce dernier transférés au mausolée de Mărășești. L'allée centrale est élargie en esplanade monumentale, flanquée de piliers portant des symboles communistes et enjambant le lac par un massif pont en béton et marbre, desservant un mausolée des dirigeants du parti unique, élevé à la place du palais et de la cascade, sous les auspices du sculpteur Ovidiu Maitec et des architectes Horia Maïcou et Vasile Coucou. La mosquée, lieu d'un culte dont l'objet n'est pas le régime et donc « antre de superstition », est elle aussi démolie et un autre lieu de prières musulman est ultérieurement autorisé plus au sud de la ville, place Pieptănari. 
Les sculptures sont enlevées au motif que cet « art décadent » ne correspondant pas aux canons du « réalisme socialiste ». C'est aussi le cas des serres de fleurs tropicales, dont la fonction est confiée au jardin botanique. Enfin, le petit parc zoologique disparaît, les animaux survivants étant regroupés au nord de Bucarest, dans l'actuel zoo. Seuls subsistent le musée technique et l'observatoire astronomique, le communisme étant compatible avec les sciences.

## Panorama

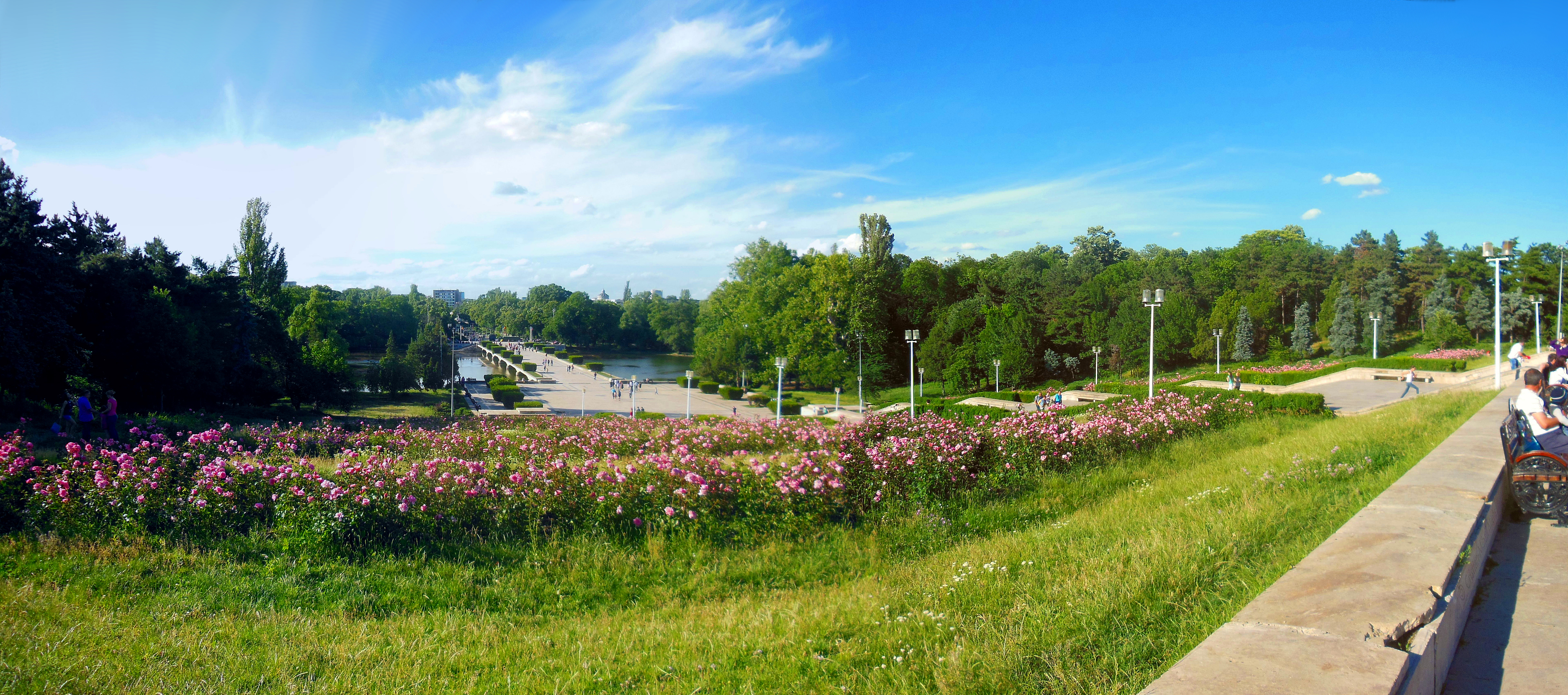
Le pont sur le lac, vu du mausolée.

### Après 1989
Après la libération de 1989, le parc reprend dès l'année suivante le nom de parc Carol et fait l'objet d'un projet de retour à une thématique scientifique et technique, mais faute de financements, il demeure en l'état et se dégrade lentement. En 1991, la tombe du Soldat inconnu est rétablie dans le parc, les sculptures qui avaient été enlevées y sont ramenées et les piliers portant des symboles communistes sont enlevés, mais malgré les protestations des victimes de la dictature, le mausolée des anciens dirigeants du régime est conservé, même si leurs corps sont exhumés, et il est rebaptisé « mausolée du parc Carol ».

## Le parc Carol aujourd'hui
En 2004, le gouvernement d'Adrian Năstase décide, sans passer par le Parlement, ni par la mairie de Bucarest, de transférer 52 000 m2 à l'Église orthodoxe roumaine pour y construire une « cathédrale du salut de la nation roumaine » à la place du mausolée des communistes, qui lui, doit être démoli et reconstruit dans un autre parc plus au sud de la ville, les deux opérations devant coûter des millions d'euros alors que le pays et la ville manquent d'infrastructures, d'hôpitaux et de logements.
Traian Băsescu, maire de Bucarest, s'y oppose et réussit à faire transférer le projet ailleurs, près du palais du Peuple, mais pendant ce temps le musée technique « Ing. Dimitrie Leonida » et l'observatoire astronomique de l'Académie roumaine se dégradent gravement faute de moyens d'entretien et de restauration des collections et des instruments. Malgré la crise économique, l'État consacre au parc des fonds, non pour restaurer les musées, mais pour installer dans l'ancien château d'eau (« tour de Țepeș Vodă ») un « Office national pour le Culte des héros » qui n'est, aux yeux de ses critiques, qu'un « avatar nationaliste et collectif du culte de la personnalité hérité de la dictature ». Dès lors, le parc Carol est un résumé de l'histoire de la ville, du pays et de tout le bloc de l'Est : il porte le nom d'un roi, néglige les sciences et juxtapose des monuments honorant aussi bien l'héritage du royaume, que celui du régime communiste et celui de ceux qui ont combattu et abattu ce régime.
Le parc Carol est inscrit sur la liste des monuments historiques de Roumanie par le décret gouvernemental no 2314 du 8 juillet 2004.
En novembre 2006, la tombe du Soldat inconnu est rétablie à son emplacement initial, devant le mausolée du parc.